# Припливи з Барнегат
Припливи з Барнегат (англ. The Tides of Barnegat) — американська драма режисера Маршалла Нейлана 1917 року.

## У ролях
- Бланш Світ — Джейн Кобден
- Елліотт Декстер — доктор Джон Кавендіш
- Том Форман — Бартон Холт
- Норма Ніколс — Люсі Кобден
- Біллі Джейкобс — Арчі
- Волтер Роджерс — капітан Натан Холт
- Гаррісон Форд — Сідні Грей
- Лілліан Лейтон — Марта Ліліан